# Яхъяев, Эльшад Маммедханифе оглы
Эльша́д Маммедханифе оглы Яхъя́ев (азерб. Elşad Məmmədhənifə oğlu Yəhyayev; 5 мая 1966, Нуха — 20 июня 1992, Нахчыванлы, Ходжалинский район) — национальный герой Азербайджана (8 октября 1992, посмертно).

## Биография
Родился 5 мая 1966 года в городе Шеки. В 1973 году он пошёл в среднюю школу № 12 города Шеки. В 1977 году в связи со сменой места работы отца семья переехала в Баку. В 1983 году окончил среднюю школу № 56 Хатаинского района. В 1984 году ушёл на военную службу, которую закончил в 1986 году. В 1987 году поступил в Саратовское высшее военное командное училище. В 1991 году окончил университет и вернулся на родину в звании лейтенанта. В то время в Нагорном Карабахе и в приграничных с Арменией районах уже шли ожесточённые бои. Эльшад обращается к МВД с просьбой принять участие в защите наших земель. Его назначают командиром взвода во Внутренних Войсках. Э.Яхьяев демонстрирует высокое боевое мастерство в сёлах Сирхаванд, Нахчываник, Папаванд.
Его взводу было приказано очистить от врага село Нахчываник. Тем временем поступает информация, что часть наших[прояснить] бойцов попала в окружение. Он быстр в атаке. В результате тяжёлых боёв, противник отступает с потерями. Снайперский выстрел издалека убивает отважного командира. Э. Яхьяев героически погиб 20 июня 1992 года.
Он был холост.
Указом Президента Азербайджанской Республики № 264 от 8 октября 1992 года Яхьяев Эльшад Мамедханифа оглы посмертно был удостоен звания «Национальный герой Азербайджана».
Похоронен на Аллее шахидов в Баку.
Его именем названа средняя школа № 12 города Шеки. В средней школе № 56 города Баку установлен бюст.